# 狂恋 (1935年の映画)
『狂恋』（きょうれん、Mad Love）は、1935年に公開されたアメリカ合衆国のホラー映画。モーリス・ルナールの小説『オルラックの手』が原作。ドイツ出身の撮影監督カール・フロイントがメガホンを取った。主演は同じくドイツ出身のピーター・ローレ。他に、フランセス・ドレイク、コリン・クライヴが出ている。
舞台はパリ。鉄道事故で両手を失ったピアニストのオルラックに、天才外科医ゴーゴル博士（ピーター・ローレ）が死刑囚の手を移植する。その日からオルラックは殺人衝動に悩まされる。一方、ゴーゴル博士はオルラックの妻で女優のイヴォンヌに狂恋する。そして、ついに恐れていた殺人事件が起きる。同じ原作の映画化『芸術と手術』（1924年）はオルラックが主人公だったが、本作は外科医を主人公にしている。
本作はカール・フロイントの最後の監督作であり、ピーター・ローレのアメリカ映画デビュー作である。ローレの演技は批評家から絶賛されたが、興行的には失敗した。映画批評家ポーリン・ケイルは映画としては満足できるものではないが、『市民ケーン』への影響を指摘している。撮影監督グレッグ・トーランドは両作品でカメラを回している。
しかし近年は作品の評価も高まり、カルト映画の古典とされている。
2014年にブロードウェイからリリースされたDVDのタイトルは『狂恋:魔人ゴーゴル博士』。

## キャスト
- ゴーゴル博士：ピーター・ローレ
- イヴォンヌ・オルラック：フランセス・ドレイク（英語版）
- スティーブン（ステファーヌ）・オルラック：コリン・クライヴ（英語版）
- リーガン：テッド・ヒーリー（英語版）
- マリー：セーラ・ヘイドン（英語版）
- ロロ：エドワード・ブロフィー（英語版）
- ロセ署長：ヘンリー・コルカー
- ウォン医師：ケイ・ルーク
- フランソワーズ：メイ・ビーティ
- 列車の有名人のサイン収集家：ビリー・ギルバート

ローレは本作より先にコロンビア ピクチャーズ『Crime and Punishment』（監督はジョセフ・フォン・スタンバーグ、原作はドストエフスキー『罪と罰』）のラスコーリニコフ役でアメリカ映画主演デビューをするはずだった。しかし、公開が遅れたため本作品がデビューとなった。
イヴォンヌ役のフランセス・ドレイクはヴァージニア・ブルースの代役。ドレイクはイヴォンヌに似せた蝋人形も演じた（一部は人形）。
コリン・クライヴはワーナー・ブラザースからのレンタル。

## 制作
MGMにルナールの『オルラックの手』の企画を提案したのはフローレンス・クルー＝ジョーンズ。ガイ・エンドールがカール・フロイントともに草案を練った。プロデューサーのジョン・W・コンシダイン・Jr.は台詞及び撮影台本をP・J・ウルフソンに依頼。1935年4月24日、ジョン・Ｌ・ボルダーストン がそれをブラッシュアップ。ボルダーストンは『M』（1931年）のローレを念頭に置いて台詞を執筆。クランクインしてからも3週間かけてリライトを続けた。
クランクインは1935年5月6日。撮影監督はチェスター・A・ライアンズだったが、フロイントはグレッグ・トーランドを推し、「8日間の追加撮影」の名目でトーランドを起用する。女優のドレイクはフロイント、トーランド、そしてコンシダインの間で苦労したと回想している。「フロイントは撮影監督も兼任したかった」。さらに、「誰が監督なのかわからなかった。実を言うと、プロデューサーは監督をやりたがっていた、演出のことなんかまったくわかっていないのに」。タイトルについても迷走した。1935年5月22日の段階でMGMは『オルラックの手（The Hands of Orlac）』と発表した。他に『パリの狂った医師（The Mad Doctor of Paris）』というのもあったが、結局元々のタイトルだった『狂恋（Mad Love）』に落ち着いた。予定より一週間オーバーして、1935年6月8日に撮了。初公開後、MGMは15分ほど短縮。削られたシーンは殺人犯ロロの手を切断するシーン、『フランケンシュタイン』で使われた本編前の前口上、そしてイザベル・ジュエル演じるマリアンヌのシーンすべて。

## 公開
アメリカでの封切りは1935年7月12日。イギリスでは『Hands of Orlac』というタイトルで1935年8月2日に公開された。全英映像等級審査機構のエドワード・ショートは上映禁止の意向を表明した。

## 反応
批評はもっぱらローレの演技に集中した。「ローレは本当の恐怖の造形を成し遂げた」（『ハリウッド・リポーター』）。「文句なしのはまり役」（『タイム』）。作家のグレアム・グリーンはローレの演技を「納得」とし、チャールズ・チャップリンも「すばらしい俳優」と評価した。しかし、それ以外の俳優については不評だった。「テッド・ヒーリーは素晴らしいコメディアンだが出る映画を間違えた」（『ニューヨーク・タイムズ』）。「（コリン・クライヴは）ずっといらいらしている」（『ハリウッド・リポーター』）。
作品としての評価はというと、「重要な作品でもないし注目する作品でもない。アート作品と商業作品の中間」（『ハリウッド・リポーター』）。「徹底して怖い」（『タイム』）。「せいぜいスーパー・ボリス・カーロフのメロドラマといったところ。面白いがグラン・ギニョールのちょっとしたやつ」（『ニューヨーク・タイムズ』）
興行的にはヒットにはいたらなかった。収益はアメリカ国内で170,000ドル、海外で194,000ドル。

### 近年
ポーリン・ケイルはその著書『スキャンダルの祝祭』の中で、オーソン・ウェルズは『市民ケーン』で本作のヴィジュアル・スタイルを模倣したと述べている。具体的には、ゴーゴル博士とケーンはともに丸坊主、ゴーゴルの家とケーンのザナドゥの類似、ペットのオウムがその理由。さらにトーランドは「フロイントのテクニックをウェルズに伝授した」とも書いている。1972年、ケールのこの説にピーター・ボグダノヴィッチは『エスクァイア』誌で反論した。二人は作品の評価でも意見が割れ、「物寂しい静的なホラー映画」と評価するケイルに対して、ボグダノヴィッチは「これまで見てきたワースト映画の1本」と酷評した。
より新しいところではロッテン・トマトの一般ユーザーのスコアで82を獲得するなど、評価が高まっている。